# Эш-Шелифф
Эш-Шели́фф, ранее — Эль-Асна́м (араб. الشلف‎), до 1962 г. — Орлеанвиль или Орлеансвиль (фр. Orléansville)  — город в Алжире, административный центр вилайета Эш-Шелифф.

## Географическое положение
Центр города располагается на высоте 133 метров над уровнем моря.

## Климат
| Показатель                    | Янв. | Фев. | Март | Апр. | Май  | Июнь | Июль | Авг. | Сен. | Окт. | Нояб. | Дек. | Год  |
| ----------------------------- | ---- | ---- | ---- | ---- | ---- | ---- | ---- | ---- | ---- | ---- | ----- | ---- | ---- |
| Средний суточный максимум, °C | 15,6 | 17,3 | 19,5 | 22,2 | 26,9 | 32,3 | 37,3 | 37,1 | 32,9 | 26,5 | 20,2  | 16,0 | 25,3 |
| Средняя температура, °C       | 10,6 | 11,8 | 13,3 | 15,9 | 20,1 | 24,8 | 29,0 | 29,0 | 25,5 | 20,3 | 14,8  | 11,2 | 18,8 |
| Средний суточный минимум, °C  | 5,5  | 6,2  | 7,1  | 9,5  | 13,1 | 17,3 | 20,6 | 20,8 | 18,1 | 14,0 | 9,3   | 6,3  | 12,3 |
| Норма осадков, мм             | 43   | 56   | 39   | 39   | 34   | 10   | 1    | 6    | 11   | 51   | 53    | 61   | 404  |
| Источник: World Climate       |      |      |      |      |      |      |      |      |      |      |       |      |      |

## Демография
Население города по годам:
| 1977   | 1987   | 1998    | 2008    | 2012    |
| ------ | ------ | ------- | ------- | ------- |
| 76 884 | 96 794 | 145 099 | 178 616 | 203 329 |

## Транспорт
В Эш-Шелиффе есть аэропорт.

## Спорт
В городе есть футбольный клуб АСО Шлеф.